# Duma, Syrien
Duma (arabiska: دوما) är en stad i sydvästra Syrien, och är belägen i provinsen Rif Dimashq, strax nordost om Damaskus. Den är administrativ huvudort för ett distrikt, mintaqa, med samma namn. Stadens befolkning uppgick till 110 893 invånare vid folkräkningen 2004.